# Seznam dílů seriálu X-Men: Nová generace
Toto je seznam dílů seriálu X-Men: Nová generace. Americký dramatický televizní seriál X-Men: Nová generace byl vysílán v letech 2017–2019 na stanici Fox, ve dvou řadách vzniklo celkem 29 dílů. V Česku jej od roku 2018 uvádí stanice Prima Cool.

## Přehled řad
| Řada | Díly | Premiéra v USA | Premiéra v USA | Premiéra v ČR     | Premiéra v ČR  |
| Řada | Díly | První díl      | Poslední díl   | První díl         | Poslední díl   |
| ---- | ---- | -------------- | -------------- | ----------------- | -------------- |
| 1    | 13   | 2. října 2017  | 15. ledna 2018 | 1. července 2018  | 12. srpna 2018 |
| 2    | 16   | 25. září 2018  | 26. února 2019 | 22. prosince 2019 | 15. února 2020 |

## Seznam dílů

### První řada (2017–2018)
Česká premiéra první řady byla vysílána kolem 01:00, v seznamu je datum české premiéry uvedeno podle televizního dne, tj. hodiny 00:00–06:00 se počítají k předchozímu kalendářnímu dni.
| Č. v seriálu | Č. v řadě | Původní název        | Český název             | Režie            | Scénář                          | Premiéra v USA     | Premiéra v ČR     |
| ------------ | --------- | -------------------- | ----------------------- | ---------------- | ------------------------------- | ------------------ | ----------------- |
| 1            | 1         | eXposed              | Gen X                   | Bryan Singer     | Matt Nix                        | 2. října 2017      | 1. července 2018  |
| 2            | 2         | rX                   | Recept X                | Len Wiseman      | Matt Nix                        | 9. října 2017      | 7. července 2018  |
| 3            | 3         | eXodus               | Exodus                  | Scott Peters     | Rashad Raisani                  | 16. října 2017     | 8. července 2018  |
| 4            | 4         | eXit strategy        | Exitová strategie       | Karen Gaviola    | Meredith Lavender a Marcie Ulin | 23. října 2017     | 14. července 2018 |
| 5            | 5         | boXed in             | Extrakce vzpomínek      | Jeremiah Chechik | Jim Campolongo                  | 30. října 2017     | 15. července 2018 |
| 6            | 6         | got your siX         | Expedice do Baton Rouge | Craig Siebels    | Melinda Hsu Taylor              | 6. listopadu 2017  | 21. července 2018 |
| 7            | 7         | eXtreme measures     | Extrémní opatření       | Stephen Surjik   | Michael Horowitz                | 13. listopadu 2017 | 22. července 2018 |
| 8            | 8         | threat of eXtinction | Riziko extinkce         | Steven DePaul    | Carly Soteras                   | 20. listopadu 2017 | 28. července 2018 |
| 9            | 9         | outfoX               | Extrémní moc            | Liz Friedlander  | Brad Marques                    | 4. prosince 2017   | 29. července 2018 |
| 10           | 10        | eXploited            | Experiment              | Craig Siebels    | Jim Campolongo                  | 11. prosince 2017  | 4. srpna 2018     |
| 11           | 11        | 3 X 1                | 3 x X                   | David Straiton   | Melinda Hsu Taylor              | 1. ledna 2018      | 5. srpna 2018     |
| 12           | 12        | eXtraction           | Extrakce                | Scott Peters     | Michael Horowitz                | 15. ledna 2018     | 11. srpna 2018    |
| 13           | 13        | X-roads              | Svět X                  | Stephen Surjik   | Matt Nix a Jim Garvey           | 15. ledna 2018     | 12. srpna 2018    |

### Druhá řada (2018–2019)
| Č. v seriálu | Č. v řadě | Původní název     | Český název             | Režie                 | Scénář                           | Premiéra v USA     | Premiéra v ČR     |
| ------------ | --------- | ----------------- | ----------------------- | --------------------- | -------------------------------- | ------------------ | ----------------- |
| 14           | 1         | eMergence         | EMergence               | Robert Duncan McNeill | Matt Nix                         | 25. září 2018      | 22. prosince 2019 |
| 15           | 2         | unMoored          | ZMatený                 | Steven DePaul         | Rashad Raisani                   | 2. října 2018      | 28. prosince 2019 |
| 16           | 3         | coMplications     | KoMplikace              | Michael Goi           | Michael Horowitz                 | 9. října 2018      | 29. prosince 2019 |
| 17           | 4         | outMatched        | Ústav pro choroMyslné   | Deran Sarafian        | Marta Gené Camps                 | 16. října 2018     | 4. ledna 2020     |
| 18           | 5         | afterMath         | Cejch M                 | Scott Peters          | Melissa R. Byer a Treena Hancock | 30. října 2018     | 5. ledna 2020     |
| 19           | 6         | iMprint           | BaltiMore               | Michael Goi           | Dawn Kamoche a Ariella Blejer    | 6. listopadu 2018  | 11. ledna 2020    |
| 20           | 7         | no Mercy          | Bez Milosti             | Nina Lopez-Corrado    | Brad Marques                     | 13. listopadu 2018 | 12. ledna 2020    |
| 21           | 8         | the dreaM         | ZMařený sen             | Robert Duncan McNeill | Carly Soteras                    | 27. listopadu 2018 | 18. ledna 2020    |
| 22           | 9         | gaMe changer      | PřeloM                  | Allison Liddi-Brown   | Melinda Hsu Taylor               | 4. prosince 2018   | 19. ledna 2020    |
| 23           | 10        | eneMy of My eneMy | Nepřítel Mého nepřítele | Gregory Prange        | Michael Horowitz                 | 1. ledna 2019      | 25. ledna 2020    |
| 24           | 11        | meMento           | MeMento                 | Maggie Kiley          | Jim Garvey                       | 8. ledna 2019      | 27. ledna 2020    |
| 25           | 12        | hoMe              | DoMov                   | Dawn Wilkinson        | Marta Gené Camps                 | 15. ledna 2019     | 1. února 2020     |
| 26           | 13        | teMpted           | MáMení                  | Jonathan Frakes       | Melissa R. Byer a Treena Hancock | 22. ledna 2019     | 2. února 2020     |
| 27           | 14        | calaMity          | KalaMita                | Stephen Surjik        | Jason Lazarcheck                 | 12. února 2019     | 8. února 2020     |
| 28           | 15        | Monsters          | Monstra                 | Scott Peters          | Carly Soteras                    | 19. února 2019     | 9. února 2020     |
| 29           | 16        | oMens             | ZnaMení                 | Robert Duncan McNeill | Matt Nix                         | 26. února 2019     | 15. února 2020    |